# Poinsot (cràter)

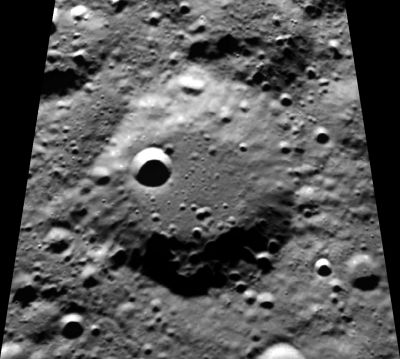
Fotografia de la missió Clementine (1994)

Poinsot és un desgastat cràter d'impacte pertanyent a la part nord de la cara oculta de la Lluna. Es troba al sud de la plana emmurallada de Rojdéstvenski. Al sud es troba cràter Heymans, una mica més petit.

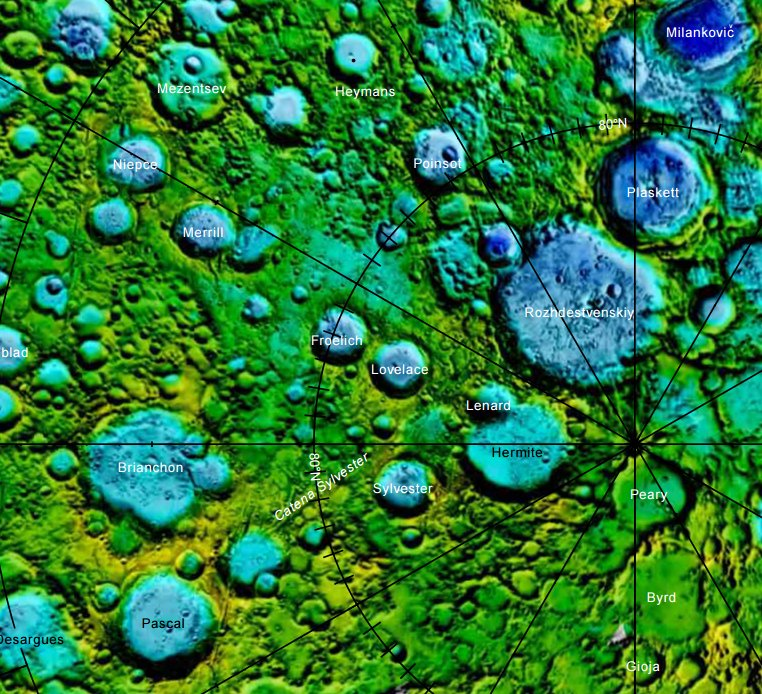
Localització de Poinsot (part esquerra del quadrant superior dret de la imatge

Aquesta formació ha estat molt desgastada per impactes posteriors, deixant una vora exterior arrodonida gairebé coincident amb el terreny circumdant i una superfície interior, que descendeix fins a la plataforma sense terrasses o altres elements horitzontals. Nombrosos petits cràters marquen el seu contorn, les parets internes i la superfície a nivell interior. La planta manca d'un pic al punt central, però posseeix un petit però notable cràter que s'estén al costat de la paret interior occidental.

## Cràters satèl·lit
Per convenció aquests elements són identificats en els mapes lunars posant la lletra en el costat del punt central del cràter que està més proper a Poinsot.
|         | \| Poinsot \| Coordenades \| Diàmetre \| \| ------- \| -------------------------------------- \| -------- \| \| E \| 80° 12′ N, 129° 48′ O / 80.2°N,129.8°O \| 25 km \| \| K \| 77° 36′ N, 141° 18′ O / 77.6°N,141.3°O \| 16 km \| \| P \| 77° 12′ N, 149° 42′ O / 77.2°N,149.7°O \| 27 km \| |          |
| Poinsot | Coordenades | Diàmetre |
| E       | 80° 12′ N, 129° 48′ O / 80.2°N,129.8°O | 25 km    |
| K       | 77° 36′ N, 141° 18′ O / 77.6°N,141.3°O | 16 km    |
| P       | 77° 12′ N, 149° 42′ O / 77.2°N,149.7°O | 27 km    |